# The Dark Eye (jeu vidéo)
Pour les articles homonymes, voir The Dark Eye.
The Dark Eye est un jeu vidéo d'aventure développé par Inscape ; son ambiance macabre est inspirée d'œuvres d'Edgar Allan Poe. Il a été publié en 1995 par Expert Software, Inc.

## Synopsis
Le personnage du joueur arrive dans le manoir où résident son oncle Edwin et sa cousine Élise. Son frère Henry est déjà là et fait la cour à Élise, au grand déplaisir d'Edwin. Pour communiquer, les deux amoureux échangent des notes que le joueur doit transmettre.
Après un cauchemar, le joueur apprend que Élise est morte ; après avoir été veillé, le corps est placé dans un cercueil et descendu dans la crypte. Henry sombre dans le désespoir, mais se persuade bientôt que sa belle est toujours en vie. Edwin convainc alors le joueur d'apporter à Henry un mot falsifié qui aurait été écrit par Élise : celui-ci lui fixe un rendez-vous cette nuit, en haut de la falaise qui borde la mer proche du manoir. Henry se rue à l'extérieur. Sous la pleine lune, le joueur voit Henry emporté par une vague monstrueuse. Miraculeusement indemne, Henry se relève. Le domestique d'Edwin accourt alors pour précipiter Henry en contrebas.
En se retournant, le joueur découvre Edwin qui l'accuse de lui avoir désobéi et d'avoir ainsi provoqué la perte des deux amants. Le joueur commence à sombrer dans la folie ; et sa raison le quitte définitivement quand, retournant dans la crypte, il découvre Élise vivante, accroupie près de son cercueil défoncé, les yeux crevés dégoulinant de sang.

## Système de jeu
Les personnages sont représentés par des marionnettes au visage grotesque, à l'exception du joueur qui n'est montré que par les reflets, par exemple sur du métal ou sur du verre, d'un homme portant des lunettes noires.
Dans le manoir, le joueur revivra, sous forme de cauchemars ou de visions, des aventures calquées sur les nouvelles La Barrique d'amontillado, Le Cœur révélateur et Bérénice ; chacune est interprétée une fois en tant que bourreau et une fois en tant que victime. Ces histoires contiennent quelques autres références à Poe : ainsi, dans Le Cœur révélateur, un journal posé sur une table contient l'article L'Enterrement prématuré ; dans Bérénice, le livre posé sur le bureau de la chambre de la jeune fille contient le poème À Hélène. Le jeu inclut également les lectures de la nouvelle Le Masque de la mort rouge et du poème Annabel Lee.
Un curseur en forme de main permet de se déplacer, de prendre les objets, ou de déclencher des scènes animées (séquences d'introduction, réminiscences, visions hallucinées, etc.). Les évènements se succèdent de façon linéaire : tenir une conversation ou saisir un objet permettent de progresser, sans qu'il n'y ait de choix difficile à effectuer ou d'inventaire à gérer.
Le joueur n'a pas de sauvegarde à faire : chaque nouvelle de Poe est symbolisée par un dessin intégré dans une étude phrénologique ; cliquer dessus permet de se retrouver à l'endroit laissé avant de quitter sa partie.

## Accueil
- Adventure Gamers : 3/5[2]
- PC Team : 90 %[3]